# Batalla d'Ulldecona
La batalla d'Ulldecona de 18 de juny de 1836 fou una batalla de la Primera Guerra Carlina.

## Antecedents
En el front d'Aragó i el Maestrat, l'execució del líder carlista Manuel Carnicer va ocasionar l'assumpció del comandament d'aquest front per Ramon Cabrera. A la primavera de 1836, aquest ja comandava 6.000 homes i 250 cavalls que operaven a l'entorn de Cantavella, que va fortificar.
El 13 de juny de 1836 estant a Onda, Cabrera rebé la informació que el governador militar de Tarragona Martín José Iriarte estava recorrent el corregiment de Tortosa amb dos batallons d'infanteria del regiment de Savoia, dues companyies de voluntaris comandades respectivament per Josep Franquet, d'Aldover, i N. Jornet, de Xerta, un esquadró de cavalleria i dues peces d'artilleria cobrant contribucions i va sortir al seu encontre amb els batallons de Lluís Llangostera i Casadevall i Juan Pertegaz i un esquadró de cavalleria.

## Batalla
El 18 de juny de 1836 Ramon Cabrera derrotà els liberals de Martín José Iriarte a la batalla d'Ulldecona, causant-los moltes baixes, entre elles els dos esquadrons de voluntaris, i les dues peces d'artilleria.
El 21 de juny les forces de Domènec Forcadell i Michavila i Lluís Llangostera i Casadevall comandades per Cabrera, formades per sis batallons d'infanteria i sis esquadrons de cavalleria, que prengueren el raval de vila, i fracassat el primer intent de desallotjar-los, els isabelins l'hi calaren foc. El 28 de juny el general Rodin, amb una divisió de 4.000 infants, 400 cavalls i dues peces d'artilleria, aixecà el setge i proveí Gandesa de material de guerra i queviures.

## Conseqüències
Les forces de Ramon Cabrera s'incrementaren els dies immediats a la batalla amb 400 voluntaris tortosins, i l'artilleria capturada fou emprada en el Setge de Gandesa.